# Declaração de Great Barrington
A Declaração de Great Barrington é uma declaração redigida e assinada no Instituto Americano de Pesquisa Econômica [en] em Great Barrington, Massachusetts em 4 de outubro de 2020. Defende uma abordagem alternativa baseada em risco para a pandemia de COVID-19 que envolve a "Proteção Focada" daqueles que estão em maior risco e busca evitar ou minimizar o dano social dos lockdowns.
A declaração alega que os indivíduos com risco significativamente menor de mortes - bem como aqueles em maior risco que assim o desejem - sejam autorizados a retomar suas vidas normais, trabalhando normalmente em seus locais de trabalho habituais em vez de em casa, socializando em bares e restaurantes e em reuniões e eventos esportivos e culturais. A declaração afirma que o aumento da infecção daqueles com menor risco levaria a um aumento da imunidade na população que, eventualmente, também protegeria aqueles com maior risco de contrair o vírus SARS-CoV-2. A declaração não menciona distanciamento social, uso de máscaras faciais nem estratégias de teste e rastreamento, nem a "longa COVID [en]", que deixou muitas pessoas jovens e em forma sofrendo de sintomas debilitantes meses após uma infecção leve.
A Organização Mundial da Saúde e vários órgãos acadêmicos e de saúde pública declararam que a estratégia proposta é perigosa, antiética e carece de uma base científica sólida. Eles dizem que seria impossível proteger todos aqueles que são clinicamente vulneráveis, levando a um grande número de mortes evitáveis entre pessoas mais velhas e jovens com problemas de saúde subjacentes, e alertam que os efeitos a longo prazo do COVID-19 ainda não são totalmente compreendidos. Além disso, eles dizem que o componente de imunidade de rebanho da estratégia proposta é prejudicado pela duração limitada da imunidade pós-infecção. O resultado mais provável, dizem eles, seriam epidemias recorrentes, como era o caso de várias doenças infecciosas antes do advento da vacinação. A American Public Health Association [en] e 13 outros órgãos de saúde pública nos Estados Unidos advertiram em uma carta aberta conjunta que a Declaração de Great Barrington "não é uma estratégia, é uma declaração política. Ignora conhecimentos sólidos de saúde pública. Ela ataca uma população frustrada. Em vez de vender falsas esperanças que previsivelmente sairão pela culatra, devemos nos concentrar em como gerenciar esta pandemia de maneira segura, responsável e equitativa." O John Snow Memorandum é uma publicação de pesquisadores médicos sobre as falhas na abordagem proposta pelos autores da Declaração de Great Barrington.
A Declaração de Grande Barrington foi elaborada por  Sunetra Gupta da Universidade de Oxford, Jay Bhattacharya da Universidade de Stanford e Martin Kulldorff da Universidade de Harvard. Foi custeada pelo Instituto Americano de Pesquisa Econômica, um think tank de orientação libertária que faz parte de uma rede de organizações  financiadas pelos irmãos Koch [en] e ligadas ao negacionismo climático.